# Каталоги королей и императоров
Каталоги королей и императоров (лат. Regum et imperatorum catalogi) — корпус хроник и генеалогических таблиц, содержащих сведения о происхождении и семейных делах правителей Франкского государства и Священной Римской империи. Сохранились в рукописях X—XII вв.

## Издания
- Cronica regum Francorum // MGH, SS. Bd. III. Hannover. 1839, p. 214[1].
- Tabulae Karolorum et Ottonum // MGH, SS. Bd. III. Hannover. 1839, p. 214-215[1].
- Regum Italiae et imperatorum catalogi, Hamburgensis, Cavensis, Ambrosiani, Vindobonensis, Vaticanus, Casinas // MGH, SS. Bd. III. Hannover. 1839, p. 215-219, 872—873[2].
- Chronicon Nemausense // MGH, SS. Bd. III. Hannover. 1839, p. 219[3].
- Chronicon Luxoviense breve // MGH, SS. Bd. III. Hannover. 1839, p. 219-221[3].

## Переводы на русский язык
- Хроника королей франков Архивная копия от 17 сентября 2011 на Wayback Machine в переводе И. М. Дьяконова на сайте Восточная литература
- Таблицы Каролингов и Оттонов Архивная копия от 17 сентября 2011 на Wayback Machine на сайте Восточная литература
- Каталоги королей Италии и императоров Архивная копия от 17 сентября 2011 на Wayback Machine в переводе И. М. Дьяконова на сайте Восточная литература
- Нимская хроника Архивная копия от 27 июля 2012 на Wayback Machine в переводе И. М. Дьяконова на сайте Восточная литература
- Краткая люксейская хроника Архивная копия от 16 сентября 2011 на Wayback Machine в переводе И. М. Дьяконова на сайте Восточная литература